# Sistema de kafala
O sistema kafala (árabe: نظام الكفالة niẓām al-kafāla, que significa "sistema de patrocínio") é um sistema utilizado para monitorizar os trabalhadores migrantes, que trabalham principalmente nos sectores da construção e doméstico nos estados membros do Conselho de Cooperação do Golfo e em alguns países vizinhos, nomeadamente Bahrain, Kuwait, Líbano, Qatar, Omã, Arábia Saudita e Emirados Árabes Unidos. O sistema exige que todos os trabalhadores não qualificados tenham um patrocinador no país, geralmente o seu empregador, que é responsável pelo seu visto e estatuto legal. Esta prática tem sido criticada por organizações de direitos humanos por criar oportunidades fáceis para a exploração dos trabalhadores, uma vez que muitos empregadores confiscam os passaportes e abusam dos seus trabalhadores, com poucas hipóteses de repercussões legais. Há inclusive casos de pessoas que trabalharam sem receber salário.
Segundo a The Economist, "é pouco provável que o fardo dos trabalhadores migrantes melhore até à reforma do sistema kafala, em que os trabalhadores são subjugados aos empregadores que patrocinaram os seus vistos. O sistema bloqueia a concorrência interna pelos trabalhadores estrangeiros nos países do Golfo".